# Горобинець
Горобинець (Oxytropis) — рід квіткових рослин з родини бобових (Fabaceae). Містить 613 видів, які поширені в Північній Америці та Євразії.

## Морфологічна характеристика
Це багаторічні трави чи подушкові кущики. Листки зазвичай непарноперисті, рідко парноперисті. Суцвіття — китиці, колосоподібні чи головчасті, щільні чи нещільні, з 1 або багатьма квітками. Чашечка дзвоникоподібна, трубчасто-дзвоникоподібна чи трубчаста, з 5 субрівними частками. Віночок різного кольору, пелюстки кігтисті; штандарт різноманітної форми. Боби огорнуті чашечкою чи виступають із чашечки, зазвичай 1- або ± 2-коміркові.